# Adoni Maropis
Adoni Maropis (nascido em 20 de julho, de 1963) é um ator estadunidense, nascido em Pittsburgh, Pennsylvania. Ele é o filho do meio de pais greco-americanos, chamados Dr. Petro S. Maropis (periodontista aposentado) e Despina Maropis e tem dois irmãos (Sam e Chris), com quem tem grande proximidade. Ele é mais conhecido por interpretar Quan Chi em Mortal Kombat: Conquest. Ele também interpretou o General Hassan em Command & Conquer: Tiberian Sun. Recentemente, atuou como o líder terrorista Abu Fayed na 6ª temporada de 24 Horas. Embora ele já tivesse filmado uma participação especial num episódio da 4ª temporada, este trecho foi apagado antes de ir ao ar.

## Carreira
| Ano  | Título                                    | Papel                     | Notas          |
| ---- | ----------------------------------------- | ------------------------- | -------------- |
| 1997 | A Doll in the Dark                        | Salvatore                 |                |
| 1997 | I'm Watching You                          | Warren                    |                |
| 1998 | Sheer Passion                             | Paolo                     |                |
| 1999 | American Born                             | Revolucionário            |                |
| 1999 | The Window                                | Sam                       | Curta-metragem |
| 2000 | Mortal Kombat: Federation of Martial Arts | Quan Chi                  | Vídeo          |
| 2000 | Bar Hopping                               | Abdul                     | Telefilme      |
| 2000 | The Cruel Deep                            | First Mate                |                |
| 2000 | Surrender                                 | Bernie                    |                |
| 2001 | The Gristle                               | Louis                     |                |
| 2001 | Personals: College Girl Seeking...        | Joseph                    | Telefilme      |
| 2001 | Time Lapse                                | Iraqi Leader              | Vídeo          |
| 2002 | The Scorpion King                         | General em Dúvida         |                |
| 2002 | Bad Company                               | Jarma/Dragan Henchman     |                |
| 2004 | Hidalgo                                   | Sakr                      |                |
| 2004 | Close Call                                | Cafetão                   |                |
| 2004 | Troy                                      | Oficial de Agamenon       |                |
| 2004 | The Deviants                              | Amir                      |                |
| 2005 | Venus On The Halfshell                    | Bones                     |                |
| 2006 | Francis Hamper                            | Epic, o motorista de táxi |                |
| 2007 | Bone Eater                                | Johnny Black Hawk         | Telefilme      |
| 2008 | The Seventh Man                           | Snowden                   | Curta-metragem |
| 2010 | Beautysleep Symphony                      | EuroMan                   |                |

| Ano  | Título                  | Papel            | Notas                                   |
| ---- | ----------------------- | ---------------- | --------------------------------------- |
| 1996 | High Incident           |                  | Ep: "Father Knows Best"                 |
| 1998 | Mortal Kombat: Conquest | Quan Chi         | 4 episódios (1998-1999)                 |
| 2000 | Walker, Texas Ranger    | Gazal            | Ep: "Vision Quest"                      |
| 2000 | Passion Cove            | Matt             | Ep: "The Getaway"                       |
| 2000 | V.I.P.                  | Boyle            | Ep: "Val Point Blank"                   |
| 2001 | JAG - Ases Invencíveis  | Cmdr. Vlahakis   | Ep: "Collision Course"                  |
| 2001 | Angel                   | Rebel Leader     | 2 episódios                             |
| 2001 | The Agency              | Bald Watcher     | Ep: "Piloto"                            |
| 2005 | NYPD Blue               | Avi Mosher       | Ep: "La Bomba"                          |
| 2007 | 24 Horas                | Abu Fayed        | 16 episódios                            |
| 2008 | Criminal Minds          | Ben Abner        | Ep: "Mayhem"                            |
| 2008 | CSI: NY                 | Homem Grande     | Ep: "The Cost of Living"                |
| 2009 | CSI: NY                 | Sebastian Diakos | Ep: "Point of No Return"                |
| 2010 | Chuck                   | Javier Cruz      | Ep: "Chuck Versus the Pink Slip"        |
| 2011 | Pair of Kings           | Oracle           | Ep: "Journey to the Center of Mt. Spew" |